# Atlas van Nederland
De Atlas van Nederland wordt uitgegeven onder auspiciën van de Stichting Wetenschappelijke Atlas van Nederland en wordt gesubsidieerd door het Ministerie van Onderwijs en Wetenschappen. De eerste editie van de atlas verscheen in de jaren 1963 tot 1977. In de tweede uitgave, verschenen tussen 1984 en 1991 en gericht op een bredere kring van gebruikers, omvatte de atlas het in beeld brengen van zaken die verband houden met wonen, werken, verzorging, recreatie en communicatie binnen Nederland. 
De Redactiecommissie Atlas van Nederland, die in samenwerking met het Bureau Wetenschappelijke Atlas van Nederland, de Topografische Dienst en het Staatsdrukkerij- en Uitgeverijbedrijf de tweede uitgave verzorgde, koos voor een editie in twintig delen. 
Met medewerking van de Universiteit Utrecht probeert de Stichting de atlas up to date te houden. Het ziet er niet naar uit dat er binnen afzienbare tijd een derde editie van de Atlas zal verschijnen. Daarvoor zijn de kosten te hoog. Om het voortbestaan van de Atlas te kunnen waarborgen, hebben medewerkers van de Universiteit Utrecht kaarten uit de tweede editie gedigitaliseerd en vergezeld van de bijgaande teksten op internet geplaatst. De indeling in twintig delen is daarbij gehandhaafd. In zijn huidige vorm bestaat de internetversie van de Atlas sinds 2001. Het is de bedoeling dat er in de toekomst kaarten aan de Atlas toegevoegd worden.